# Pseudodiamesa pertinax
Pseudodiamesa pertinax är en tvåvingeart som först beskrevs av Garrett 1925.  Pseudodiamesa pertinax ingår i släktet Pseudodiamesa och familjen fjädermyggor. Inga underarter finns listade i Catalogue of Life.